# Gino Minucciani
Gino Minucciani (29 maggio 1891 – Torino, 12 giugno 1984) è stato un ingegnere italiano delle Ferrovie dello Stato italiane.

## Biografia
Gino Minucciani nacque il 29 maggio del 1891. Il padre era un macchinista ferroviario. Conseguì la laurea nel 1913 con una tesi sull'impiego del motore termico nella trazione ferroviaria. Allo scoppio della prima guerra mondiale venne arruolato come ufficiale e si distinse nella progettazione di apparecchiature belliche; noto è il suo "Lanciabombe Minucciani", un dispositivo ideato per il lancio continuo, fino a 80 granate lenticolari al minuto, a 200 m di distanza che venne proposto per l'adozione il 1º giugno 1916 trovando un favorevole riscontro.
In seguito entrò a far parte della grande famiglia dei ferrovieri come ingegnere del Reparto Trazione al deposito locomotive di Benevento. Grande appassionato di locomotive a vapore ebbe tuttavia ad occuparsi in servizio principalmente di trazione elettrica e di apparecchiature.
Geniale progettista ideò il primo sistema italiano di ripetizione dei segnali in macchina il cui primo esperimento venne realizzato a Firenze Campo di Marte utilizzando la locomotiva 685.130; la linea Milano-Bologna fu a partire dal 1927 sede dell'importante esperimento di ripetizione dei segnali in macchina secondo il sistema a boe magnetiche ideato anch'esso dall'ingegnere Minucciani. Al primo, riuscito, esperimento fece seguito, nel 1928 l'attrezzatura dell'intera linea fino a Bologna per la ripetizione dei segnali alle due condizioni di via libera o via impedita, con intervento del sistema di frenatura rapida in caso di mancato rispetto da parte del macchinista. Le locomotive del gruppo 690 vennero attrezzate allo scopo con il sistema di sicurezza a bordo
.
In seguito all'elettrificazione della linea, nel 1938 il sistema di ripetizione segnali Minucciani venne soppresso perché si ritenne troppo costoso installarlo anche sui locomotori elettrici. Venne invece sperimentata su un tratto di linea attorno al km 110 una apparecchiatura di Blocco automatico a conta assi ideata dallo stesso ingegnere Minucciani che pur avendo avuto esito positivo non ebbe seguito a causa delle mutate politiche aziendali di spesa nel periodo che privilegiarono la velocità e la puntualità dei treni, di largo impatto propagandistico più che l'innovazione in dispositivi di sicurezza, di scarso effetto in tal senso.
Un'altra sua importante applicazione di tecnica della sicurezza ferroviaria, del periodo anteguerra, fu quella del dispositivo vigilante comunemente detta Pedale dell'uomo morto.
Nonostante tali importanti realizzazioni la sua figura è rimasta comunemente associata all'ormai perduto plastico del museo di Roma Termini, realizzato sotto la sua guida dal personale dell'officina del deposito locomotive di Bussoleno nel 1937 a scopo didattico. Esso riproduceva in scala S (1:64) lo scalo di Milano Smistamento, con i suoi fasci di binari, la sella di lancio e la rimessa circolare con piattaforma girevole. Esposto in varie occasioni in Italia e all'estero, nel 1954 trovò poi una collocazione nel Museo ferroviario di Roma Termini. Alla chiusura di questo, nel 1967, fu conservato in un magazzino della sottostazione elettrica di Arcisate e lì poi, mancando un'efficace sorveglianza, saccheggiato e distrutto in modo irreparabile.
Gino Minucciani si spense a Torino il 12 giugno del 1984.